# شارون (حوزه سرشماری)، ماساچوست
شارون (به انگلیسی: Sharon) یک منطقهٔ مسکونی در ایالات متحده آمریکا است که در شهرستان نورفک، ماساچوست واقع شده‌است. شارون ۷٫۸ کیلومتر مربع مساحت و ۵٬۶۵۸ نفر جمعیت دارد و ۹۰ متر بالاتر از سطح دریا واقع شده‌است.